# Blarinella
A Blarinella az emlősök (Mammalia) osztályának Eulipotyphla rendjébe, ezen belül a cickányfélék (Soricidae) családjába és a vörösfogú cickányok (Soricinae) alcsaládjába tartozó nem.

## Előfordulásuk
A Blarinella-fajok előfordulási területe Délkelet-Ázsiában és Kína déli részén található.

## Rendszerezés
A nembe az alábbi 3 élő faj tartozik:
- Blarinella griselda Thomas, 1912
- ázsiai rövidfarkúcickány (Blarinella quadraticauda) H. Milne-Edwards, 1872 - típusfaj
- Blarinella wardi Thomas, 1915